# Eisenbahnunfall von Volland
Bei dem Eisenbahnunfall von Volland am 2. Januar 1907 starben 31 Menschen bei dem Zusammenstoß zweier Züge der Chicago, Rock Island and Pacific Railroad in Volland, Kansas, USA.

## Ausgangslage
Der örtliche Operator von Volland war erst 18 Jahre alt, erst drei Tage dort im Dienst, hatte kaum Erfahrung und sich die Position durch falsche Angaben in seinem Lebenslauf hinsichtlich Alter und Berufserfahrung erschlichen.
Auf der eingleisigen Strecke war in westliche Richtung der „California Fast Mail“ unterwegs. Er wurde in Volland für die Kreuzung mit einem entgegen kommenden Zug angehalten und fuhr dazu auf ein Stumpfgleis. Nachdem der Zug aus der Gegenrichtung durch den Bahnhof Velland gefahren war, informierte ein übergeordneter Fahrdienstleiter („Dispatcher“) den örtlichen Fahrdienstleiter von Velland, dass der „California Fast Mail“ noch in Volland bleiben und noch einen zweiten Zug aus der Gegenrichtung vorbei lassen solle. Der örtliche Fahrdienstleiter notierte die Anweisung auf einer Tafel.

## Unfallhergang
Währenddessen setzte sich der „California Fast Mail“ rückwärts in Bewegung und fuhr wieder in das Streckengleis ein. Der Fahrdienstleiter nahm zunächst an, der Lokomotivführer wolle bei seiner Lokomotive Wasser nachfüllen. Als der Zug sich wieder in Fahrtrichtung in Bewegung setzte, hielt der Fahrdienstleiter dem Lokomotivführer nur die Tafel entgegen, ohne aber ein „Halt“-Signal zu erteilen. Der entgegen kommende Zug fuhr wegen einer Steigung nur mit etwa 15 km/h als es zur Kollision kam. Das reichte aber dafür aus, dass sich der unmittelbar hinter der Lokomotive des „California Fast Mail“ laufende Gepäckwagen in den nächst folgenden Personenwagen bohrte.

## Folgen
30 Menschen, überwiegend mexikanische Arbeiter, starben in dem Reisezugwagen sowie ein weiterer, ein Landstreicher, der auf dem Dach eines der Wagen schwarz mitfuhr.